# Чакановце (округ Кошиці-околиця)
Чакановце (словац. Čakanovce) — село в окрузі Кошиці-околиця Кошицького краю Словаччини. Площа села 9,61 км². Станом на 31 грудня 2016 року в селі проживало 678 жителів.

## Історія
Перші згадки про село датуються 1439 роком.

## Населення
| Рік:            | 1994. | 2004.    | 2014.    | 2024.    |
| --------------- | ----- | -------- | -------- | -------- |
| Кількість осіб: | 462   | 559      | 654      | 761      |
| Різниця:        |       | +20,99 % | +16,99 % | +16,36 % |

| Рік:            | 2023. | 2024.   |
| --------------- | ----- | ------- |
| Кількість осіб: | 734   | 761     |
| Різниця:        |       | +3,67 % |